# Емельянова (Брянская область)
Емельянова (Емельяновка, Емельяново) — деревня в Карачевском районе Брянской области, в составе Вельяминовского сельского поселения. 
 Расположена в 7 км к югу от села Вельяминова, в 3 км от границы с Орловской областью. Население — 133 человека (2010).

## История
Упоминается с XVII века в составе Подгородного стана Карачевского уезда. В XVIII—XIX вв. — владение Александровых, Сафоновых, Неплюевых и других помещиков; позднее Ф. И. Новицкого. Состояла в приходе села Уткино. До 1929 года — в Карачевском уезде (с 1861 — в составе Дроновской волости, с 1924 в Вельяминовской волости).
С 1929 в Карачевском районе; до 1962 года входила в состав Бугровского сельсовета, позднее в Вельяминовском сельсовете (с 2005 — сельском поселении). В 1964 году к деревне присоединен посёлок Меловой Ключ.

## Население
| Годы      | 1866 | 1887 | 1926 | 1979 | 1989 | 2002 | 2010 |
| --------- | ---- | ---- | ---- | ---- | ---- | ---- | ---- |
| Население | 197  | 274  | 297  | 72   | 38   | 122  | 133  |